# オッカム
オッカム (Ockham) は、イギリス、イングランドのサリー州の村。

## 歴史
1086年のドゥームズデイ・ブックに Bocheham として現れる。
神学者オッカムのウィリアムの生地と伝えられる。また、世界最初のプログラマーとして知られる女性数学者オーガスタ・エイダ・バイロンは、オッカムの第8代キング男爵ウィリアム（後の初代ラブレース伯爵兼初代オッカム子爵ウィリアム）と結婚したため、結婚後はオッカムに居住していた。